# 魏良知
魏良知（1536年—？），字師堯，號和州，湖廣承天府京山縣人，民籍，明朝政治人物。

## 生平
嘉靖三十七年（1558年）戊午科湖廣鄉試第七十四名舉人。隆慶五年（1571年）中式辛未科會試第四十名，三甲第一百八十一名進士。吏部觀政，授浙江西安县知县，西安赋繁多盗，良知修保甲，练乡勇，使民自捍，西安大治，卒于官。

## 家族
曾祖魏敬，壽官；祖父魏珍，奉祀；父魏鷹，母胡氏。慈侍下。弟良显、良能。